# برنامه جنگ‌افزار هسته‌ای ژاپن
برنامه جنگ‌افزار هسته‌ای ژاپن در طول جنگ جهانی دوم اجرا گشت. این پروژه همانند برنامه جنگ‌افزار هسته‌ای آلمان با مجموعه‌ای از مشکلات مواجه بود و در نهایت نتوانست پیش از بمباران اتمی هیروشیما و ناگاساکی و تسلیم ژاپن در اوت ۱۹۴۵ فرای مرحله آزمایشگاهی پیش رود.
امروزه، زیرساخت‌های انرژی هسته‌ای ژاپن این کشور را قادر می‌سازد هر وقت که خواست، جنگ‌افزار هسته‌ای بسازد. نظامی‌زدایی ژاپن و حمایت هسته‌ای ایالات متحده منجر به سیاست قوی عدم تسلیحات فناوری هسته‌ای شده اما در مواجهه با آزمایش جنگ‌افزار هسته‌ای کره شمالی برخی سیاستمداران و مقامات نظامی پیشین در ژاپن خواستار فسخ این سیاست هستند.